# Grand Prix moto de Catalogne 2023
Le Grand Prix moto de Catalogne 2023 est la onzième manche du championnat du monde de vitesse moto 2023.
Cette 28e édition du Grand Prix moto de Catalogne s’est déroulé du 1er septembre au 3 septembre sur le Circuit de Barcelona-Catalunya à Barcelone.

## Qualifications

### MotoGP
| Meilleur temps de la session |

| Pos.                                          | Num | Pilote                | Constructeur | Temps          | Temps          | Position départ | Row |
| Pos.                                          | Num | Pilote                | Constructeur | Q1             | Q2             | Position départ | Row |
| --------------------------------------------- | --- | --------------------- | ------------ | -------------- | -------------- | --------------- | --- |
| 1                                             | 1   | Francesco Bagnaia     | Ducati       | Qualifié en Q2 | 1 min 38 s 639 | 1               | 1   |
| 2                                             | 41  | Aleix Espargaró       | Aprilia      | Qualifié en Q2 | 1 min 38 s 743 | 2               | 1   |
| 3                                             | 88  | Miguel Oliveira       | Aprilia      | 1 min 38 s 789 | 1 min 38 s 748 | 3               | 1   |
| 4                                             | 12  | Maverick Viñales      | Aprilia      | Qualifié en Q2 | 1 min 38 s 772 | 4               | 2   |
| 5                                             | 89  | Jorge Martín          | Ducati       | Qualifié en Q2 | 1 min 38 s 797 | 5               | 2   |
| 6                                             | 5   | Johann Zarco          | Ducati       | Qualifié en Q2 | 1 min 38 s 858 | 6               | 2   |
| 7                                             | 73  | Álex Márquez          | Ducati       | Qualifié en Q2 | 1 min 39 s 053 | 7               | 3   |
| 8                                             | 49  | Fabio Di Giannantonio | Ducati       | Qualifié en Q2 | 1 min 39 s 054 | 8               | 3   |
| 9                                             | 33  | Brad Binder           | KTM          | Qualifié en Q2 | 1 min 39 s 057 | 9               | 3   |
| 10                                            | 72  | Marco Bezzecchi       | Ducati       | Qualifié en Q2 | 1 min 39 s 368 | 10              | 4   |
| 11                                            | 23  | Enea Bastianini       | Ducati       | Qualifié en Q2 | 1 min 39 s 575 | 11              | 4   |
| 12                                            | 93  | Marc Márquez          | Honda        | 1 min 39 s 070 | 1 min 39 s 701 | 12              | 4   |
| 13                                            | 43  | Jack Miller           | KTM          | 1 min 39 s 232 | N/A            | 13              | 5   |
| 14                                            | 44  | Pol Espargaró         | KTM          | 1 min 39 s 330 | N/A            | 14              | 5   |
| 15                                            | 25  | Raúl Fernández        | Aprilia      | 1 min 39 s 360 | N/A            | 15              | 5   |
| 16                                            | 21  | Franco Morbidelli     | Yamaha       | 1 min 39 s 452 | N/A            | 16              | 6   |
| 17                                            | 20  | Fabio Quartararo      | Yamaha       | 1 min 39 s 510 | N/A            | 17              | 6   |
| 18                                            | 10  | Luca Marini           | Ducati       | 1 min 39 s 573 | N/A            | 18              | 6   |
| 19                                            | 37  | Augusto Fernández     | KTM          | 1 min 39 s 794 | N/A            | 19              | 7   |
| 20                                            | 36  | Joan Mir              | Honda        | 1 min 40 s 214 | N/A            | 20              | 7   |
| 21                                            | 30  | Takaaki Nakagami      | Honda        | 1 min 40 s 388 | N/A            | 21              | 7   |
| 22                                            | 27  | Iker Lecuona          | Honda        | 1 min 40 s 580 | N/A            | 22              | 8   |
| RESULTATS OFFICIELS DES QUALIFICATIONS MOTOGP |     |                       |              |                |                |                 |     |

## Classement MotoGP

### Course sprint
| Position         | Numéro | Pilote                | Equipe                       | Constructeur | Tour | Ecart           | Grille | Points |
| ---------------- | ------ | --------------------- | ---------------------------- | ------------ | ---- | --------------- | ------ | ------ |
| 1                | 41     | Aleix Espargaro       | Aprilia Racing               | Aprilia      | 12   | 20 min 02 s 744 | 2      | 12     |
| 2                | 1      | Francesco Bagnaia     | Ducati Lenovo Team           | Ducati       | 12   | +1 s 989        | 1      | 9      |
| 3                | 12     | Maverick Viñales      | Aprilia Racing               | Aprilia      | 12   | +2 s 040        | 4      | 7      |
| 4                | 33     | Brad Binder           | Red Bull KTM Factory Racing  | KTM          | 12   | +2 s 857        | 9      | 6      |
| 5                | 89     | Jorge Martin          | Prima Pramac Racing          | Ducati       | 12   | +4 s 341        | 5      | 5      |
| 6                | 88     | Miguel Oliveira       | CryptoData RNF MotoGP Team   | KTM          | 12   | +4 s 940        | 3      | 4      |
| 7                | 5      | Johann Zarco          | Prima Pramac Racing          | Ducati       | 12   | +6 s 746        | 6      | 3      |
| 8                | 72     | Marco Bezzecchi       | Mooney VR46 Racing Team      | Ducati       | 12   | +6 s 888        | 10     | 2      |
| 9                | 23     | Enea Bastianini       | Ducati Lenovo Team           | Ducati       | 12   | +8 s 068        | 14     | 1      |
| 10               | 73     | Alex Marquez          | Gresini Racing MotoGP        | Ducati       | 12   | +10 s 383       | 7      |        |
| 11               | 93     | Marc Márquez          | Repsol Honda Team            | Honda        | 12   | +11 s 823       | 11     |        |
| 12               | 10     | Luca Marini           | Mooney VR46 Racing Team      | Ducati       | 12   | +11 s 900       | 18     |        |
| 13               | 49     | Fabio Di Giannantonio | Gresini Racing MotoGP        | Ducati       | 12   | +12 s 018       | 8      |        |
| 14               | 25     | Raúl Fernández        | CryptoData RNF MotoGP Team   | Aprilia      | 12   | +13 s 284       | 15     |        |
| 15               | 21     | Franco Morbidelli     | Monster Energy Yamaha MotoGP | Yamaha       | 12   | +16 s 207       | 16     |        |
| 16               | 43     | Jack Miller           | Red Bull KTM Factory Racing  | KTM          | 12   | +16 s 404       | 12     |        |
| 17               | 37     | Augusto Fernández     | GasGas Factory Racing Tech3  | KTM          | 12   | +16 s 534       | 19     |        |
| 18               | 20     | Fabio Quartararo      | Prima Pramac Racing          | Yamaha       | 12   | +17 s 147       | 17     |        |
| 19               | 27     | Iker Lecuona          | LCR Honda Castrol            | Honda        | 12   | +18 s 658       | 22     |        |
| 20               | 30     | Takaaki Nakagami      | LCR Honda Idemitsu           | Honda        | 12   | +19 s 080       | 21     |        |
| 21               | 36     | Joan Mir              | Repsol Honda Team            | Honda        | 12   | +19 s 574       | 20     |        |
| Ab.              | 44     | Pol Espargaro         | GasGas Factory Racing Tech3  | KTM          | 9    | Chute           | 13     |        |
| Rapport officiel |        |                       |                              |              |      |                 |        |        |

### Course principale
La course a été interrompue par un drapeau rouge peu après le départ après un incident impliquant plusieurs pilotes au 1er virage du premier tour. Les pilotes Ducati Francesco Bagnaia et Enea Bastianini, impliqués dans des chutes, ne sont pas repartis à la reprise de la course. 
| Pos.                                                                          | No. | Pilote                | Equipe                       | Constructeur | Tour | Temps/Ecart        | Grille | Points |
| ----------------------------------------------------------------------------- | --- | --------------------- | ---------------------------- | ------------ | ---- | ------------------ | ------ | ------ |
| 1                                                                             | 41  | Aleix Espargaró       | Aprilia Racing               | Aprilia      | 23   | 38 min 56 s 159    | 2      | 25     |
| 2                                                                             | 12  | Maverick Viñales      | Aprilia Racing               | Aprilia      | 23   | +0 s 377           | 4      | 20     |
| 3                                                                             | 89  | Jorge Martín          | Prima Pramac Racing          | Ducati       | 23   | +2 s 831           | 5      | 16     |
| 4                                                                             | 5   | Johann Zarco          | Prima Pramac Racing          | Ducati       | 23   | +4 s 867           | 6      | 13     |
| 5                                                                             | 88  | Miguel Oliveira       | CryptoData RNF MotoGP Team   | Aprilia      | 23   | +7 s 529           | 3      | 11     |
| 6                                                                             | 73  | Álex Márquez          | Gresini Racing MotoGP        | Ducati       | 23   | +10 s 590          | 7      | 10     |
| 7                                                                             | 20  | Fabio Quartararo      | Monster Energy Yamaha MotoGP | Yamaha       | 23   | +10 s 821          | 17     | 9      |
| 8                                                                             | 43  | Jack Miller           | Red Bull KTM Factory Racing  | KTM          | 23   | +10 s 880          | 12     | 8      |
| 9                                                                             | 37  | Augusto Fernández     | GasGas Factory Racing Tech3  | KTM          | 23   | +12 s 889          | 19     | 7      |
| 10                                                                            | 49  | Fabio Di Giannantonio | Gresini Racing MotoGP        | Ducati       | 23   | +13 s 280          | 8      | 6      |
| 11                                                                            | 10  | Luca Marini           | Mooney VR46 Racing Team      | Ducati       | 23   | +16 s 491          | 18     | 5      |
| 12                                                                            | 72  | Marco Bezzecchi       | Mooney VR46 Racing Team      | Ducati       | 23   | +16 s 561          | 10     | 4      |
| 13                                                                            | 93  | Marc Márquez          | Repsol Honda Team            | Honda        | 23   | +21 s 616          | 11     | 3      |
| 14                                                                            | 21  | Franco Morbidelli     | Monster Energy Yamaha MotoGP | Yamaha       | 23   | +23 s 108          | 16     | 2      |
| 15                                                                            | 30  | Takaaki Nakagami      | LCR Honda Idemitsu           | Honda        | 23   | +26 s 740          | 21     | 1      |
| 16                                                                            | 27  | Iker Lecuona          | LCR Honda Castrol            | Honda        | 23   | +28 s 860          | 22     |        |
| 17                                                                            | 36  | Joan Mir              | Repsol Honda Team            | Honda        | 23   | +33 s 929          | 20     |        |
| Ab.                                                                           | 25  | Raúl Fernández        | CryptoData RNF MotoGP Team   | Aprilia      | 10   | Problème technique | 15     |        |
| Ab.                                                                           | 33  | Brad Binder           | Red Bull KTM Factory Racing  | KTM          | 3    | Problème technique | 9      |        |
| Ab.                                                                           | 44  | Pol Espargaró         | GasGas Factory Racing Tech3  | KTM          | 1    | Problème technique | 13     |        |
| DNS                                                                           | 1   | Francesco Bagnaia     | Ducati Lenovo Team           | Ducati       |      | Chute              | 1      |        |
| DNS                                                                           | 23  | Enea Bastianini       | Ducati Lenovo Team           | Ducati       |      | Chute              | 14     |        |
| Meilleur tour en course: Maverick Viñales (Aprilia) – 1 min 40 s 343 (tour 3) |     |                       |                              |              |      |                    |        |        |
| Rapport officiel                                                              |     |                       |                              |              |      |                    |        |        |

## Classement Moto2
| Pos.                                                                    | No. | Pilote                  | Constructeur | Tours | Temps/Ecart        | Grille | Points |
| ----------------------------------------------------------------------- | --- | ----------------------- | ------------ | ----- | ------------------ | ------ | ------ |
| 1                                                                       | 96  | Jake Dixon              | Kalex        | 21    | 36 min 51 s 330    | 1      | 25     |
| 2                                                                       | 40  | Arón Canet              | Kalex        | 21    | +0 s 205           | 2      | 20     |
| 3                                                                       | 75  | Albert Arenas           | Kalex        | 21    | +1 s 027           | 5      | 16     |
| 4                                                                       | 11  | Sergio García           | Kalex        | 21    | +2 s 258           | 8      | 13     |
| 5                                                                       | 18  | Manuel González         | Kalex        | 21    | +2 s 662           | 4      | 11     |
| 6                                                                       | 37  | Pedro Acosta            | Kalex        | 21    | +3 s 664           | 9      | 10     |
| 7                                                                       | 79  | Ai Ogura                | Kalex        | 21    | +4 s 239           | 3      | 9      |
| 8                                                                       | 21  | Alonso López            | Boscoscuro   | 21    | +4 s 314           | 7      | 8      |
| 9                                                                       | 22  | Sam Lowes               | Kalex        | 21    | +4 s 607           | 11     | 7      |
| 10                                                                      | 13  | Celestino Vietti        | Kalex        | 21    | +8 s 729           | 15     | 6      |
| 11                                                                      | 16  | Joe Roberts             | Kalex        | 21    | +9 s 476           | 14     | 5      |
| 12                                                                      | 7   | Barry Baltus            | Kalex        | 21    | +9 s 596           | 10     | 4      |
| 13                                                                      | 54  | Fermín Aldeguer         | Boscoscuro   | 21    | +9 s 821           | 6      | 3      |
| 14                                                                      | 35  | Somkiat Chantra         | Kalex        | 21    | +10 s 970          | 12     | 2      |
| 15                                                                      | 52  | Jeremy Alcoba           | Kalex        | 21    | +11 s 183          | 16     | 1      |
| 16                                                                      | 24  | Marcos Ramírez          | Kalex        | 21    | +11 s 315          | 18     |        |
| 17                                                                      | 14  | Tony Arbolino           | Kalex        | 21    | +16 s 859          | 20     |        |
| 18                                                                      | 84  | Zonta van den Goorbergh | Kalex        | 21    | +18 s 347          | 17     |        |
| 19                                                                      | 3   | Lukas Tulovic           | Kalex        | 21    | +25 s 537          | 22     |        |
| 20                                                                      | 72  | Borja Gómez             | Kalex        | 21    | +25 s 788          | 27     |        |
| 21                                                                      | 71  | Dennis Foggia           | Kalex        | 21    | +26 s 188          | 23     |        |
| 22                                                                      | 73  | Mattia Rato             | Kalex        | 21    | +29 s 443          | 25     |        |
| 23                                                                      | 33  | Rory Skinner            | Kalex        | 21    | +35 s 208          | 24     |        |
| 24                                                                      | 5   | Kohta Nozane            | Kalex        | 21    | +39 s 363          | 29     |        |
| 25                                                                      | 28  | Izan Guevara            | Kalex        | 21    | +52 s 086          | 28     |        |
| 26                                                                      | 55  | Yeray Ruiz              | Forward      | 21    | +53 s 208          | 30     |        |
| Ab.                                                                     | 12  | Filip Salač             | Kalex        | 16    | Retired            | 13     |        |
| Ab.                                                                     | 64  | Bo Bendsneyder          | Kalex        | 8     | Abandon            | 19     |        |
| Ab.                                                                     | 8   | Senna Agius             | Kalex        | 7     | Accident           | 21     |        |
| Ab.                                                                     | 67  | Alberto Surra           | Forward      | 0     | Problème mécanique | 26     |        |
| Meilleur tour en course: Pedro Acosta (Kalex) – 1 min 44 s 384 (tour 2) |     |                         |              |       |                    |        |        |
| Rapport officiel                                                        |     |                         |              |       |                    |        |        |

## Classement Moto3
| Pos.                                                                    | No. | Pilote             | Constructeur | Tours | Temps/Ecart     | Grille | Points |
| ----------------------------------------------------------------------- | --- | ------------------ | ------------ | ----- | --------------- | ------ | ------ |
| 1                                                                       | 80  | David Alonso       | Gas Gas      | 18    | 33 min 00 s 945 | 12     | 25     |
| 2                                                                       | 5   | Jaume Masiá        | Honda        | 18    | +0 s 068        | 4      | 20     |
| 3                                                                       | 99  | José Antonio Rueda | KTM          | 18    | +0 s 234        | 7      | 16     |
| 4                                                                       | 71  | Ayumu Sasaki       | Husqvarna    | 18    | +0 s 289        | 13     | 13     |
| 5                                                                       | 82  | Stefano Nepa       | KTM          | 18    | +0 s 401        | 8      | 11     |
| 6                                                                       | 54  | Riccardo Rossi     | Honda        | 18    | +0 s 524        | 10     | 10     |
| 7                                                                       | 27  | Kaito Toba         | Honda        | 18    | +0 s 680        | 9      | 9      |
| 8                                                                       | 24  | Tatsuki Suzuki     | Honda        | 18    | +0 s 967        | 6      | 8      |
| 9                                                                       | 6   | Ryusei Yamanaka    | Gas Gas      | 18    | +1 s 060        | 20     | 7      |
| 10                                                                      | 48  | Iván Ortolá        | KTM          | 18    | +1 s 125        | 1      | 6      |
| 11                                                                      | 18  | Matteo Bertelle    | Honda        | 18    | +1 s 304        | 5      | 5      |
| 12                                                                      | 53  | Deniz Öncü         | KTM          | 18    | +6 s 129        | 2      | 4      |
| 13                                                                      | 43  | Xavier Artigas     | CFMoto       | 18    | +6 s 458        | 22     | 3      |
| 14                                                                      | 72  | Taiyo Furusato     | Honda        | 18    | +6 s 485        | 14     | 2      |
| 15                                                                      | 55  | Romano Fenati      | Honda        | 18    | +6 s 964        | 29     | 1      |
| 16                                                                      | 19  | Scott Ogden        | Honda        | 18    | +6 s 679        | 15     |        |
| 17                                                                      | 10  | Diogo Moreira      | KTM          | 18    | +7 s 024        | 17     |        |
| 18                                                                      | 66  | Joel Kelso         | CFMoto       | 18    | +7 s 098        | 3      |        |
| 19                                                                      | 64  | Mario Aji          | Honda        | 18    | +7 s 150        | 21     |        |
| 20                                                                      | 33  | Tatchakorn Buasri  | Honda        | 18    | +7 s 170        | 25     |        |
| 21                                                                      | 38  | David Salvador     | KTM          | 18    | +10 s 354       | 18     |        |
| 22                                                                      | 96  | Daniel Holgado     | KTM          | 18    | +14 s 757       | 11     |        |
| 23                                                                      | 70  | Joshua Whatley     | Honda        | 18    | +18 s 755       | 26     |        |
| 24                                                                      | 92  | David Almansa      | Husqvarna    | 18    | +18 s 800       | 23     |        |
| 25                                                                      | 20  | Lorenzo Fellon     | KTM          | 18    | +27 s 664       | 24     |        |
| 26                                                                      | 63  | Syarifuddin Azman  | KTM          | 18    | +32 s 185       | 28     |        |
| 27                                                                      | 22  | Ana Carrasco       | KTM          | 18    | +32 s 287       | 27     |        |
| Ab.                                                                     | 44  | David Muñoz        | KTM          | 17    | Accident        | 19     |        |
| Ab.                                                                     | 7   | Filippo Farioli    | KTM          | 4     | Accident        | 16     |        |
| Meilleur tour en course: Daniel Holgado (KTM) – 1 min 48 s 902 (tour 2) |     |                    |              |       |                 |        |        |
| Rapport officiel                                                        |     |                    |              |       |                 |        |        |

## Classement MotoE

### Course 1
| Pos.                                                            | No. | Pilote             | Tours | Ecart           | Grille | Points |
| --------------------------------------------------------------- | --- | ------------------ | ----- | --------------- | ------ | ------ |
| 1                                                               | 9   | Andrea Mantovani   | 7     | 12 min 47 s 539 | 3      | 25     |
| 2                                                               | 40  | Mattia Casadei     | 7     | +0 s 044        | 2      | 20     |
| 3                                                               | 4   | Héctor Garzó       | 7     | +0 s 230        | 7      | 16     |
| 4                                                               | 11  | Matteo Ferrari     | 7     | +0 s 950        | 6      | 13     |
| 5                                                               | 29  | Nicolas Spinelli   | 7     | +1 s 011        | 8      | 11     |
| 6                                                               | 3   | Randy Krummenacher | 7     | +2 s 129        | 11     | 10     |
| 7                                                               | 81  | Jordi Torres       | 7     | +2 s 524        | 1      | 9      |
| 8                                                               | 77  | Miquel Pons        | 7     | +2 s 962        | 5      | 8      |
| 9                                                               | 61  | Alessandro Zaccone | 7     | +3 s 102        | 9      | 7      |
| 10                                                              | 34  | Kevin Manfredi     | 7     | +3 s 379        | 14     | 6      |
| 11                                                              | 21  | Kevin Zannoni      | 7     | +6 s 106        | 4      | 5      |
| 12                                                              | 51  | Eric Granado       | 7     | +9 s 173        | 10     | 4      |
| 13                                                              | 78  | Hikari Okubo       | 7     | +11 s 958       | 18     | 3      |
| 14                                                              | 99  | Oscar Gutiérrez    | 7     | +12 s 075       | 12     | 2      |
| 15                                                              | 72  | Alessio Finello    | 7     | +12 s 197       | 13     | 1      |
| 16                                                              | 6   | María Herrera      | 7     | +16 s 270       | 16     |        |
| Ab.                                                             | 8   | Mika Pérez         | 4     | Accident        | 15     |        |
| Ex.                                                             | 53  | Tito Rabat         | 0     | Exclu           | 17     |        |
| Meilleur tour en course: Jordi Torres – 1 min 48 s 377 (tour 2) |     |                    |       |                 |        |        |
| Rapport officiel                                                |     |                    |       |                 |        |        |

### Course 2
| Pos.                                                            | No. | Pilote             | Tours | Ecart           | Grille | Points |
| --------------------------------------------------------------- | --- | ------------------ | ----- | --------------- | ------ | ------ |
| 1                                                               | 40  | Mattia Casadei     | 7     | 12 min 47 s 019 | 2      | 25     |
| 2                                                               | 9   | Andrea Mantovani   | 7     | +0 s 072        | 3      | 20     |
| 3                                                               | 29  | Nicolas Spinelli   | 7     | +0 s 388        | 8      | 16     |
| 4                                                               | 4   | Héctor Garzó       | 7     | +0 s 424        | 7      | 13     |
| 5                                                               | 11  | Matteo Ferrari     | 7     | +0 s 498        | 6      | 11     |
| 6                                                               | 77  | Miquel Pons        | 7     | +1 s 071        | 5      | 10     |
| 7                                                               | 21  | Kevin Zannoni      | 7     | +1 s 208        | 4      | 9      |
| 8                                                               | 61  | Alessandro Zaccone | 7     | +1 s 801        | 9      | 8      |
| 9                                                               | 3   | Randy Krummenacher | 7     | +2 s 596        | 11     | 7      |
| 10                                                              | 51  | Eric Granado       | 7     | +4 s 458        | 10     | 6      |
| 11                                                              | 99  | Oscar Gutiérrez    | 7     | +4 s 654        | 12     | 5      |
| 12                                                              | 34  | Kevin Manfredi     | 7     | +6 s 389        | 14     | 4      |
| 13                                                              | 78  | Hikari Okubo       | 7     | +11 s 180       | 18     | 3      |
| 14                                                              | 8   | Mika Pérez         | 7     | +11 s 236       | 15     | 2      |
| 15                                                              | 72  | Alessio Finello    | 7     | +15 s 523       | 13     | 1      |
| 16                                                              | 6   | María Herrera      | 7     | +15 s 670       | 16     |        |
| Ab.                                                             | 81  | Jordi Torres       | 5     | Accident        | 1      |        |
| Ab.                                                             | 53  | Tito Rabat         | 4     | Accident        | 17     |        |
| Meilleur tour en course: Héctor Garzó – 1 min 48 s 551 (tour 3) |     |                    |       |                 |        |        |
| Rapport officiel                                                |     |                    |       |                 |        |        |

## Classements provisoires au Championnat
Seul le Top 5 de chaque championnat à l'issue du Grand Prix est présenté ici.

### MotoGP
|   | Pos. | Pilote            | Points |
| - | ---- | ----------------- | ------ |
|   | 1    | Francesco Bagnaia | 260    |
|   | 2    | Jorge Martín      | 210    |
|   | 3    | Marco Bezzecchi   | 189    |
|   | 4    | Brad Binder       | 166    |
| 2 | 5    | Aleix Espargaró   | 154    |

|   | Pos. | Constructeurs | Points |
| - | ---- | ------------- | ------ |
|   | 1    | Ducati        | 379    |
|   | 2    | KTM           | 215    |
|   | 3    | Aprilia       | 203    |
| 1 | 4    | Yamaha        | 93     |
| 1 | 5    | Honda         | 93     |

|  | Pos. | Equipes                     | Points |
|  | ---- | --------------------------- | ------ |
|  | 1    | Prima Pramac Racing         | 351    |
|  | 2    | Mooney VR46 Racing Team     | 314    |
|  | 3    | Ducati Lenovo Team          | 295    |
|  | 4    | Red Bull KTM Factory Racing | 270    |
|  | 5    | Aprilia Racing              | 267    |

### Moto2
|  | Pos. | Pilote        | Points |
|  | ---- | ------------- | ------ |
|  | 1    | Pedro Acosta  | 186    |
|  | 2    | Tony Arbolino | 164    |
|  | 3    | Jake Dixon    | 142    |
|  | 4    | Arón Canet    | 116    |
|  | 5    | Alonso López  | 100    |

|  | Pos. | Constructeurs | Points |
|  | ---- | ------------- | ------ |
|  | 1    | Kalex         | 270    |
|  | 2    | Boscoscuro    | 139    |

|   | Pos. | Equipes                    | Points |
| - | ---- | -------------------------- | ------ |
| 1 | 1    | Red Bull KTM Ajo           | 245    |
| 1 | 2    | Elf Marc VDS Racing Team   | 238    |
|   | 3    | Beta Tools Speed Up        | 184    |
|   | 4    | Pons Wegow Los40           | 174    |
| 1 | 5    | Asterius GasGas Aspar Team | 145    |

### Moto3
|   | Pos. | Pilote         | Points |
| - | ---- | -------------- | ------ |
|   | 1    | Daniel Holgado | 161    |
|   | 2    | Ayumu Sasaki   | 148    |
| 2 | 3    | Jaume Masià    | 129    |
| 1 | 4    | Deniz Öncü     | 128    |
| 1 | 5    | Iván Ortolá    | 124    |

|  | Pos. | Constructeur | Points |
|  | ---- | ------------ | ------ |
|  | 1    | KTM          | 243    |
|  | 2    | Honda        | 170    |
|  | 3    | Husqvarna    | 151    |
|  | 4    | Gas Gas      | 132    |
|  | 5    | CFMoto       | 65     |

|   | Pos. | Constructor                    | Points |
| - | ---- | ------------------------------ | ------ |
|   | 1    | Red Bull KTM Ajo               | 209    |
|   | 2    | Liqui Moly Husqvarna Intact GP | 195    |
|   | 3    | Angeluss MTA Team              | 191    |
| 1 | 4    | Leopard Racing                 | 178    |
| 1 | 5    | GasGas Aspar Team              | 167    |

### MotoE
|   | Pos. | Pilote             | Points |
| - | ---- | ------------------ | ------ |
| 1 | 1    | Mattia Casadei     | 219    |
| 1 | 2    | Jordi Torres       | 198    |
|   | 3    | Matteo Ferrari     | 197    |
|   | 4    | Héctor Garzó       | 175    |
|   | 5    | Randy Krummenacher | 154    |

| Pos. | Equipe                     | Points |
| ---- | -------------------------- | ------ |
| 1    | Dynavolt Intact GP MotoE   | 329    |
| 2    | HP Pons Los40              | 328    |
| 3    | Felo Gresini MotoE         | 227    |
| 4    | LCR E-Team                 | 227    |
| 5    | Ongetta Sic58 Squadracorse | 213    |